# Ider
 (mars 2015).
Si vous disposez d'ouvrages ou d'articles de référence ou si vous connaissez des sites web de qualité traitant du thème abordé ici, merci de compléter l'article en donnant les références utiles à sa vérifiabilité et en les liant à la section « Notes et références ».
Pour les articles homonymes, voir Ider (homonymie).
L'Ider (en mongol: Идэр) est une rivière de Mongolie, et un sous-affluent du Ienisseï par la Selenga et l'Angara. C'est, avec le Delgermörön, l'un des deux cours d'eau qui donnent naissance à la Selenga.

## Géographie

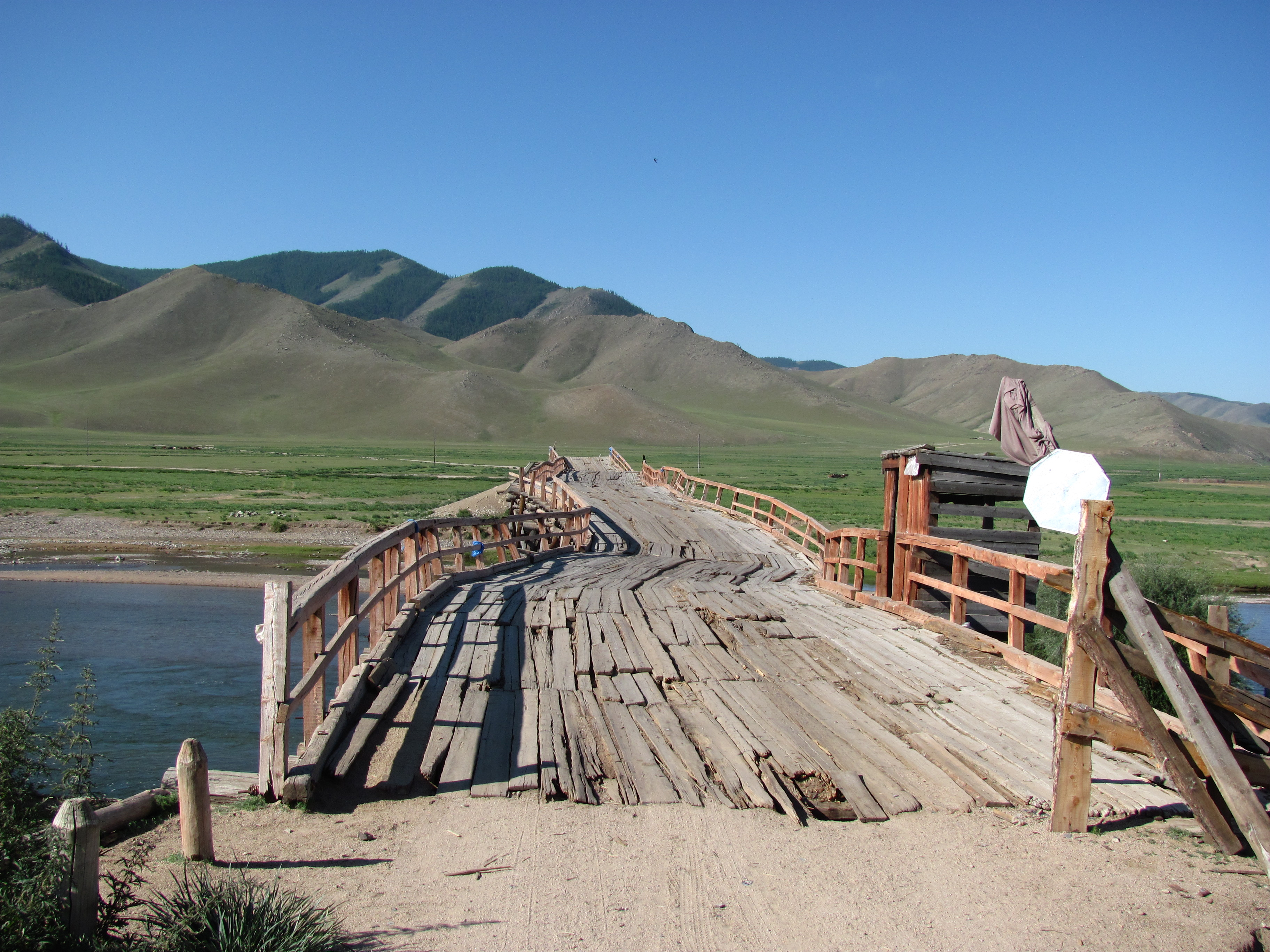
Pont sur l'Ider près de Jargalant.

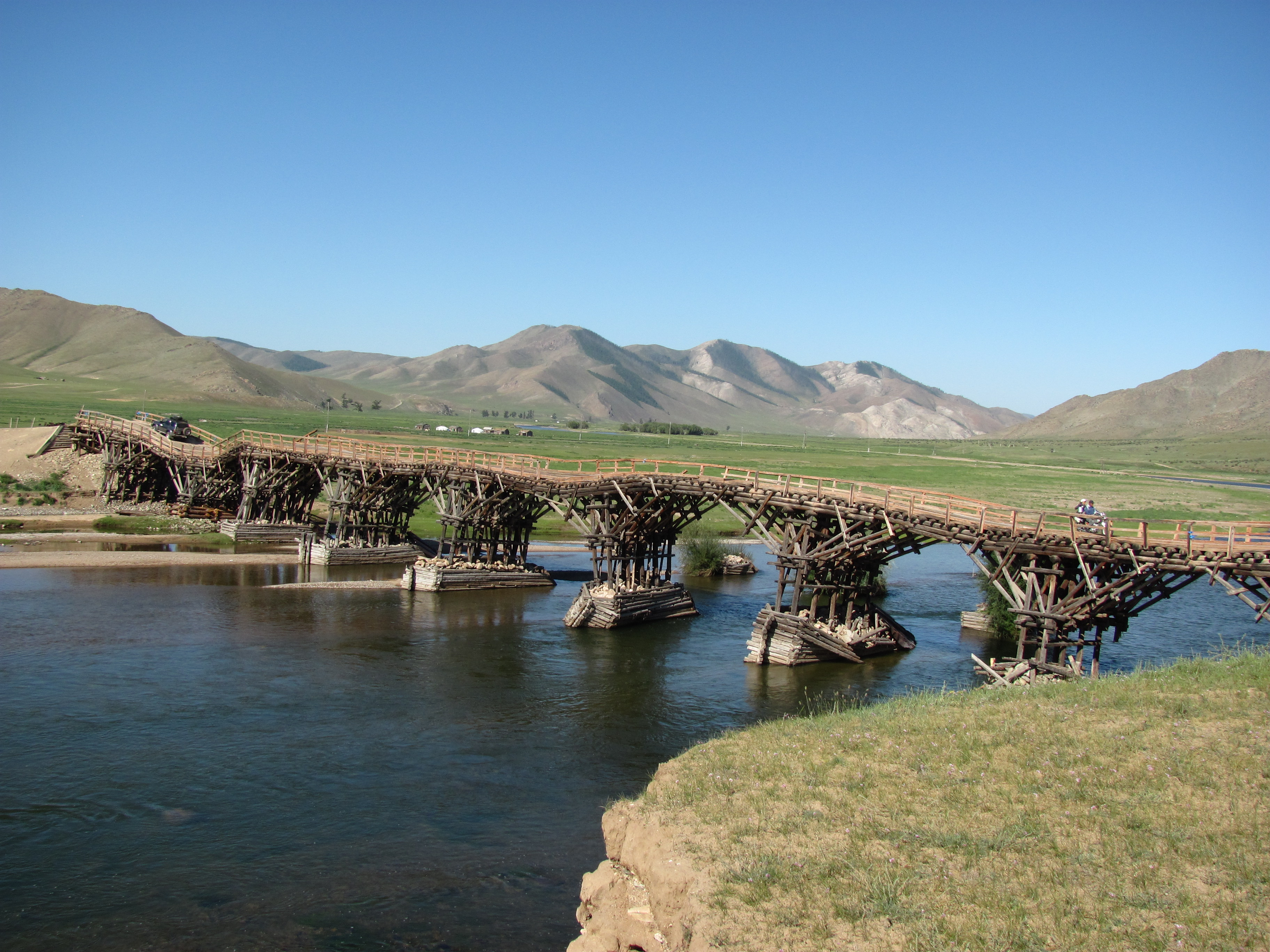
Pont sur l'Ider près de Jargalant.

L'Ider prend sa source dans les monts Khangaï, dans l'aïmag de Zavhan, à quelque 2 330 m (47° 58′ 53″ N, 97° 56′ 52″ E), et s'écoule principalement vers l'est. Elle conflue 450 km plus loin (49° 15′ 40″ N, 100° 40′ 45″ E), dans l'aïmag de Hövsgöl, avec le Delgermörön pour former la Selenga. 
L'Ider est gelée 170 à 180 jours par an. Elle est traversée par deux ponts: l'un, en bois, datant de 1940, près de Jargalant; l'autre, en béton, à Galt.